# Ignacio Morales Lechuga
Ignacio Rey Morales Lechuga (Poza Rica, Veracruz, 6 de enero de 1947) es abogado, político, y diplomático mexicano. Se desempeñó como procurador general de la República y embajador de México en Francia durante el gobierno de Carlos Salinas de Gortari y fue rector de la Escuela Libre de Derecho.

## Biografía
Abogado por la Escuela Libre de Derecho. Fue catedrático del Instituto Tecnológico y de Estudios Superiores de Monterrey y actualmente en la Escuela Libre de Derecho imparte la materia de Contratos Civiles.
Fue subsecretario y secretario general del Gobierno de Veracruz, coordinador del Secretariado Ejecutivo del Programa Nacional de la Secretaría de Gobernación. Procurador general de Justicia del Distrito Federal, embajador de México en Francia.
Fue candidato del Partido del Trabajo y el Partido Verde Ecologista de México a Gobernador de Veracruz en 1998 quedando en cuarto lugar.Fue presidente del patronato de la fundación “Gonzalo Río Arronte” de 2005 a 2010.
Asimismo fue presidente del Colegio de Notarios del Distrito Federal y continúa ejerciendo la función notarial como titular de la Notaría Pública 116 de la Ciudad de México, a la cual accedió mediante Examen de Oposición del cual resultó vencedor, obteniendo el ejercicio de dicha patente en junio de 1974.